# James Thompson
James Thompson   (Dundee, 19 d'agost de 1906 - 1966) va ser un nedador escocès de naixement, però que a començaments de la dècada de 1920 emigrà al Canadà, on desenvolupà la seva activitat esportiva. És el pare de la nedadora Patty Thompson i el waterpolista Robert Thompson, ambdós esportistes olímpics.
El 1928 va prendre part en els Jocs Olímpics d'Amsterdam, on va disputar tres proves del programa de natació. Va guanyar la medalla de bronze en els 4x200 metres lliures, formant equip amb Garnet Ault, Frederick Bourne i Walter Spence, mentre en les altres dues curses quedà eliminat en sèries. Dos anys més tard guanyà la medalla d'or en les 4x200 iardes lliures dels Jocs de la Commonwealth de Hamilton.